# 天桥街道 (漯河市)
天桥街街道，是中华人民共和国河南省漯河市召陵区下辖的一个乡镇级行政单位。

## 行政区划
天桥街街道下辖以下地区：
滨河路社区、铁工房社区、三五一五社区、万祥街社区、爱特社区、铁新村社区、漓江路社区和万庄村。